# Ilonka van der Meer
Ilonka van der Meer is een Nederlandse triatlete uit Woerden. In 2001 behaalde ze een vijfde plaats op de triatlon van Almere, hiermee behaalde ze tevens een zilveren medaille op het Nederlands kampioenschap triatlon op de lange afstand.

## Belangrijkste prestaties

### triatlon
- 2001:  NK lange afstand in Almere - 10:53.23
- 2001:  triatlon van Breukelen
- 2004:  Embrunman - 12:57.15